# Werner Maleczek
Werner Maleczek (ur. 23 lipca 1944 w Goisern) – austriacki historyk.

## Życiorys
Urodził się w Goisern, lecz od 1946 mieszkał w Innsbrucku. Tam w 1962 zdał maturę. W latach 1962–1968 studiował historię i filologię romańską na uniwersytetach w Innsbrucku, Wiedniu i Paryżu. W latach 1968–1971 był stypendystą Austriackiego Instytutu Historycznego w Rzymie, gdzie pracował przy edycji regestrów papieża Innocentego III. W latach 1971–1989 był asystentem na Instytucie Historii Uniwersytetu w Innsbrucku. W 1978 habilitował się na tej uczelni, w 1989 został profesorem historii średniowiecza i nauk pomocniczych na Uniwersytecie w Grazu. Od 1995 jest profesorem na Uniwersytecie Wiedeńskim.
Żonaty od 1989 z dr Bettiną Pferschy-Maleczek, ma z nią dwoje dzieci – syna Mathiasa (ur. w 1990) i córkę Dorotheę (ur. w 1993).